# The Terror (album)
The Terror è il tredicesimo album dei The Flaming Lips. È stato pubblicato il 1º aprile 2013 dall'etichetta Bella Union per il Regno Unito e il 16 aprile dalla Warner Bros. Records per gli Stati Uniti
Il frontman e cantante del gruppo Wayne Coyne descrive i concetti dell'album alla stampa affermando:
(Wayne Coyne)

## Tracce
Testi e musiche di The Flaming Lips.
1. Look...The Sun Is Rising – 5:13
2. Be Free, a Way – 5:13
3. Try to Explain – 5:00
4. You Lust (feat. Phantogram) – 13:05
5. The Terror – 6:20
6. You Are Alone – 3:47
7. Butterfly, How Long It Takes to Die – 7:21
8. Turning Violent – 4:26
9. Always There...In Our Hearts – 4:41

Tracce bonus di iTunes
1. Sun Blows Up Today – 3:08
2. We Don't Control the Controls (Mashed-The-F-Up Remix) – 14:36

UK bonus 3" mini CD
1. Sun Blows Up Today – 3:10
2. All You Need Is Love (feat. Alex e Jade degli Edward Sharpe and the Magnetic Zeros) – 5:06 (Lennon/McCartney)